# Adrian, Texas
Adrian là một thành phố thuộc quận Oldham, tiểu bang Texas, Hoa Kỳ. Năm 2010, dân số của xã này là 166 người.

## Dân số
- Dân số năm 2000: 159 người.
- Dân số năm 2010: 166 người.